# Gerichtsdiener
Gerichtsdiener ist eine veraltete Bezeichnung für eine Person, die bei einem Gericht als Diener, also in untergeordneter und weisungsgebundener Funktion angestellt ist. Derartige sitzungspolizeiliche Aufgaben werden heute in Deutschland nach dem Gerichtsverfassungsgesetz von den Justizwachtmeistern wahrgenommen (§§ 176 ff. GVG). 